# Gvido Lizinjanski
Gvido Lizinjanski (fr. Gui de Lusignan) (?, Poitou, o. 1129. - Cipar, 1194.), francuski plemić i križarski vitez, jeruzalemski kralj (1186.-1192.) i gospodar Cipra (1192.-1194.) iz velikaške i vladarske dinastije Lizinjan (Lusignan). Za njegove vladavine, križari su izgubili Jeruzalem, glavni grad križarskog Jeruzalemskog Kraljevstva, a sam kralj je pao u zarobljeništvo. Nakon oslobođenja iz sužanjstva, uzaludno je pokušavao vratiti izgubljene teritorije kraljevstva. Njegovu vlast počeo je osporavati franački velikaš Konrad od Montferrata te je Gvido naposljetku 1192. godine prepustio svoj kraljevski naslov engleskom kralju Rikardu I. Lavljeg Srca, a u zamjenu je dobio otok Cipar na kojem je dinastija Lizinjan vladala do 1489. godine.

## Životopis

### Podrijetlo i politički uspon
Gvido je bio sin francuskog plemića Huga VIII. Lizinjanskog i Bourgogne de Rancon, dame od Fontenayja, iz mjesta Poitou koje je u to vrijeme pripadalo francuskoj pokrajini Akvitaniji. Lizinjanski su bili vazali gospodara te pokrajine, Eleonore Akvitanske, njenog supruga, engleskog kralja Henrika II. i njihova sina Rikarda Lavljeg Srca.
Godine 1168. Gvido i njegov stariji brat Amalrik pokušali su oteti Eleonoru Akvitansku zbog čega su bili protjerani iz zemlje. Amalrik se pridružio križarima u Svetoj Zemlji te je oženio kćer baruna Balduina od Ramije što mu je donijelo društveni ugled i pristup kraljevskom dvoru u Jeruzalemu. Gvido je došao u Svetu Zemlju kao hodočasnik nešto prije 1180. godine te je oženio jeruzalemsku princezu Sibilu, a 1182. godine kralj Balduin V. imenovao ga je svojim regentom.
Poslije Balduinove smrti 1185. godine, za novoga jeruzalemskog kralja postavljen je Balduin V., šestogodišnji Sibilin sin iz prethodnog braka, no on je iznenada umro već sljedeće godine, nakon čega je za novog kralja izabran Sibilin suprug, Gvido Lizinjanski.

### Jeruzalemski kralj i pad
Uskoro je prekršeno primirje između križarskih država i sultana Saladina, čemu su uzrok bili kršćanski napadi na muslimanske karavane, zbog čega je izbio rat. Godine 1187. Saladin je pokrenuo opsadu Tiberijade, a kralj Gvido je podigao križarsku vojsku i krenuo u pomoć opkoljenom gradu. U namjeri da što prije stigne u pomoć, donio je ishitrenu i nelogičnu odluku da vojska maršira kroz pustinjsku ravnicu, gdje ju je iscrpila vrućina i žeđ. Takvu situaciju iskoristio je Saladin i naposljetku opkolio iznemogle kršćanske trupe kod Rogova Hattina. U bitci kod Hattina odigranoj 4. srpnja 1187. godine teško je poražena kršćanska vojska, mnoštvo je vitezova smaknuto nakon poraza, a ostatak je odveden u zarobljenštvo, u kojem se našao i sam kralj Gvido. Iz zarobljeništva se otkupio 1188. godine predajom lučkog grada Aškelona.
Godine 1190. umrla mu je supruga Sibila nakon čega je velikaš Konrad od Montferrata osporio njegovo pravo na prijestolje uz podršku francuskog kralja Filipa II. (1180.-1223.). Unatoč podršci koju mu je pružio engleski kralj Rikard I. Lavljeg Srca, Gvido je bio primoran odreći se naslova jeruzalemskog kralja u korist princeze Izabele I. i njenog supruga Konrada od Montferrata.

### Gospodar Cipra
Iako je Gvido bio prisiljen abdicirati s jeruzalemskog prijestolja, dobio je od Rikarda I. u kompenzaciju otok Cipar kojim je vladao do smrti 1194. godine u svojstvu gospodara Cipra. Poslije njegove smrti, naslijedio ga je stariji brat Amalrik II. Lizinjanski koji je bio okrunjen za ciparskog kralja. Njegovi potomci iz dinastije Lizinjan vladali su otokom sve do kraja 15. stoljeće.

## Vanjske poveznice
|  | Zajednički poslužitelj ima još gradiva o temi Gvido Lizinjanski |

- Gvido Lizinjanski Hrvatska enciklopedija
- Gvido Lizinjanski Proleksis enciklopedija
- Gvido, jeruzalemski kralj Britannica (engl.)
- Gvido Lizinjanski encyclopedia.com (engl.)
- Gvido Lizinjanski, jeruzalemski kralj (1186.-1192.) thefamouspeople.com (engl.)